# Championnat du Gabon de football 2002
Navigation
Saison précédente Saison suivante
La saison 2002 du Championnat du Gabon de football est la vingt-sixième édition du championnat de première division gabonaise, le Championnat National. Il se déroule sous la forme d’une poule unique avec quatorze formations, qui s’affrontent à deux reprises, à domicile et à l’extérieur. En fin de saison, afin de permettre la réduction du championnat à 12 équipes, les trois derniers du classement sont relégués et remplacés par le champion de deuxième division.
C’est l'USM Libreville qui est sacré cette saison après avoir terminé en tête du classement, avec cinq points d’avance sur le tenant du titre, le FC 105 Libreville. Il s’agit du quatrième titre de champion du Gabon de l’histoire du club, qui réussit même le doublé en s’imposant en finale de la Coupe du Gabon face à la Jeunesse Sportive de Libreville.

## Les clubs participants
| - FC 105 Libreville - AS Mangasport - Aigles de Bélinga - Petrosport FC - USM Libreville - AS Scolaire - AO Evizo | - TP Akwembé - Cercle Mbéri Sportif - Wongosport - Stade d'Akébé - Jeunesse Sportive de Libreville - Promu de D2 - Munadji 76 - US Bitam |

## Compétition

### Classement
| Rang | Équipe                           | Pts | J  | G  | N  | P  | Bp | Bc | Diff |
| ---- | -------------------------------- | --- | -- | -- | -- | -- | -- | -- | ---- |
| 1    | USM LibrevilleC                  | 54  | 26 | 15 | 9  | 12 | 36 | 5  | +31  |
| 2    | FC 105 Libreville                | 49  | 26 | 15 | 4  | 6  | 65 | 28 | +37  |
| 3    | AS MangasportT                   | 39  | 26 | 9  | 12 | 4  | 26 | 19 | +7   |
| 4    | Cercle Mbéri Sportif             | 39  | 26 | 11 | 6  | 9  | 37 | 34 | +3   |
| 5    | Petrosport FC                    | 37  | 26 | 10 | 7  | 9  | 31 | 22 | +9   |
| 6    | US Bitam                         | 37  | 25 | 10 | 7  | 8  | 24 | 22 | +2   |
| 7    | TP Akwembé                       | 37  | 26 | 9  | 10 | 7  | 30 | 32 | -2   |
| 8    | Munadji 76                       | 32  | 25 | 8  | 8  | 9  | 29 | 30 | -1   |
| 9    | Stade d'Akébé                    | 31  | 24 | 9  | 4  | 11 | 32 | 43 | -11  |
| 10   | Wongosport                       | 30  | 26 | 7  | 9  | 10 | 21 | 31 | -10  |
| 11   | Jeunesse Sportive de LibrevilleP | 30  | 26 | 7  | 9  | 10 | 31 | 42 | -11  |
| 12   | AO Evizo                         | 26  | 26 | 6  | 8  | 12 | 26 | 30 | -4   |
| 13   | AS Scolaire                      | 23  | 26 | 5  | 8  | 13 | 22 | 43 | -21  |
| 14   | Aigles de Bélinga                | 15  | 24 | 2  | 9  | 13 | 17 | 46 | -29  |

|  | Qualification pour la Ligue des champions de la CAF 2003               |
|  | Qualification pour la Coupe des Coupes 2003                            |
|  | Qualification pour la Coupe de la CAF 2003                             |
|  | Relégation directe en deuxième division                                |
|  | T : Tenant du titre C : Vainqueur de la Coupe du Gabon P : Promu de D2 |

## Bilan de la saison
| Championnat du Gabon de football 2002                             |                           |
| Champion                                                          | USM Libreville (4e titre) |
| Coupes et trophées                                                |                           |
| Vainqueur de la Coupe du Gabon 2002                               | USM Libreville            |
| Qualifications continentales                                      |                           |
| Ligue des champions de la CAF 2003                                | USM Libreville            |
| Coupe des Coupes 2003                                             | US Bitam                  |
| Coupe de la CAF 2003                                              | FC 105 Libreville         |
| Promotions et relégations                                         |                           |
| Promus en Championnat National                                    | SOGEA FC                  |
| Relégués en Championnat du Gabon de football de deuxième division | AO Evizo                  |
| Relégués en Championnat du Gabon de football de deuxième division | AS Scolaire               |
| Relégués en Championnat du Gabon de football de deuxième division | Aigles de Bélinga         |